# Ramon Malavé
Ramon Malavé est un karatéka suédois né le 21 octobre 1956. Il est surtout connu pour avoir remporté l'épreuve de kumite individuel masculin moins de 65 kilos aux championnats du monde de karaté 1984 et aux championnats d'Europe de karaté 1986.

## Résultats
| Résultat      | Date | Épreuve                   | Catégorie | Compétition                | Ville hôte               |
| ------------- | ---- | ------------------------- | --------- | -------------------------- | ------------------------ |
| Médaille d'or | 1984 | Kumite individuel - 65 kg | Seniors   | Championnats du monde 1984 | Maastricht, aux Pays-Bas |
| Médaille d'or | 1986 | Kumite individuel - 65 kg | Seniors   | Championnats d'Europe 1986 | Madrid, en Espagne       |